# Bataclan
Bataclan er et koncertsted beliggende på 50 Boulevard Voltaire i 11. arrondissement i den franske hovedstad Paris. Bygningen blev opført i 1864–65 efter planer af arkitekten Charles Duval. Stedet blev indviet 3. februar 1865.
Bygningen var oprindelig en teater-café, senere biograf og derefter teater. Siden 1983 har stedet været benyttet som koncertsted med plads til 1498 gæster. Navnet Ba-ta-clan stammer fra en operette af Jacques Offenbach.

## Terror i 2015
Den 13. november 2015 var Bataclan ét ud seks steder som blev ramt under terrorangrebene i Paris. 89 mennesker blev dræbt og over 200 såret, da terrorrister åbnede ild under en koncert med det amerikanske rockband Eagles of Death Metal.